# خینتیدا
خینتیدا (به لاتین: Khintida) یک منطقهٔ مسکونی در روسیه است که در داغستان واقع شده‌است.